# Alonso de Contreras
Alonso de Guillén Contreras (Madrid, 6 gennaio 1582 – 1641) è stato un militare, avventuriero e scrittore spagnolo.

## Biografia
Castigliano, vissuto tra la fine del '500 e la prima metà del '600, fu soldato professionista nella Spagna imperiale degli Asburgo. Combatté dal Mediterraneo - dall'Italia a Malta, dal Nordafrica al Levante - alle Fiandre, nelle Antille; governatore, per un certo periodo, dell'isola di Pantelleria, fu amico di Félix Lope de Vega, che gli dedicò la sua commedia El rey sin reino.
Fu forse per incoraggiamento di Lope che Contreras si dedicò alla stesura delle proprie memorie, Vida del capitán Contreras, iniziate nel 1630 e terminate a Palermo nel 1633. Rimaste in manoscritto per quasi tre secoli, in un portolano conservato alla Biblioteca Nazionale di Madrid, il testo fu pubblicato nel 1900; il racconto spericolato e crudo di quest'esistenza perigliosa fu rivalutato nel 1943 da José Ortega y Gasset, che ne mise in luce l'importanza di documento storico, oltre alla vivacità della narrazione, che l'imperizia letteraria del narratore rende soltanto più autentica. Altri entusiasti lettori del libro furono Benedetto Croce, Ernst Jünger, Leonardo Sciascia.

## Opere
- Avventure del capitano Alonzo De Contreras, trad. e prefazione di Ettore De Zuani, Collana Il Cammeo n.4, Milano, Longanesi, 1946.
- Avventure del Capitano De Contreras, traduzione di Ettore De Zuani, Prefazione di Arturo Pérez-Reverte, introduzione di Marco Cicala, Collana Nuovo Cammeo, Milano, Longanesi, 2018, ISBN 978-88-304-5050-9.